# William Davies
William Davies (Londres, Reino Unido, 1976) es un escritor, político y sociológico británico.

## Trayectoria
Sus trabajos se centran en los problemas del consumismo, la felicidad y la función de la experiencia en la sociedad. Davies ha publicado artículos en diferentes revistas y periódicos, como The Guardian, New Left Review, London Review of Books, y El Atlántico. En 2015 publicó su segundo libro, titulado La felicidad de la industria, en el que se evalúa la relación entre el capitalismo de consumo, el big data y la psicología positiva. Davies es codirector del The Political Economy Research Centre en Londres.

## Obras
- The Limits of Neoliberalism: Authority, Sovereignty and the Logic of Competition (2014)
- The Happiness Industry: How Government and Big Business Sold Us Well Being (2015)
- Nervous States: Democracy and the Decline of Reason (2019)

## Artículos Seleccionados
- “Leave, and Leave Again”, London Review of Books (2019)
- "What is “neo” about Neoliberalism?", The New Republic (2017)
- "On mental health, the royal family is doing more than our government", The Guardian (2017)
- "The Age of Pain" (enlace roto disponible en Internet Archive; véase el historial, la primera versión y la última)., The New Statesman (2017)